# Jiaohu (sockenhuvudort i Kina, Jiangxi Sheng, lat 28,26, long 114,38)
Jiaohu är en sockenhuvudort i Kina. Den ligger i provinsen Jiangxi, i den sydöstra delen av landet, omkring 150 kilometer väster om provinshuvudstaden Nanchang. Antalet invånare är 10 563. Befolkningen består av 4 819 kvinnor och 5 744 män. Barn under 15 år utgör 20,0 %, vuxna 15-64 år 70 %, och äldre över 65 år 8,0 %.
Runt Jiaohu är det ganska tätbefolkat, med 248 invånare per kvadratkilometer. Närmaste större samhälle är Shuangqiao, 10,8 km sydväst om Jiaohu. I omgivningarna runt Jiaohu växer i huvudsak blandskog.
Genomsnittlig årsnederbörd är 2 205 millimeter. Den regnigaste månaden är maj, med i genomsnitt 372 mm nederbörd, och den torraste är oktober, med 50 mm nederbörd.